# 用户界面
用户界面（英語：User Interface，簡稱UI，亦稱用戶介面）是系统和用户之间进行交互和信息交换的媒介，它实现信息的内部形式与人类可以接受形式之间的转换。
用户界面是介於使用者與硬體而設計彼此之間互動溝通相關軟體，目的在使得使用者能夠方便有效率地去操作硬體以達成雙向之互動，完成所希望借助硬體完成之工作，用户界面定義廣泛，包含了人机交互與圖形用户界面，凡参与人類與機械的信息交流的领域都存在着用户界面。
用户和系统之间一般用面向问题的受限自然语言进行交互。目前有系统开始利用多媒体技术开发新一代的用户界面。

## 組成要素
- 基本要素：必須有人類感官與作用體所產生輸出、輸入與運作內容三方互動設計。
- 用戶介面使得用户与系统之间双向的信息传递成为可能：

- 輸入：允許使用者操作執行一套系統。
- 輸出：允許系統向使用者传达操作效果。

- 人性要素（Human Factor）：

人類感官知覺、心理情緒、認知、學習、記憶、反應、以及處理資訊的模式、個別背景之差異等等每一項都和用戶介面有密切的關係，直接或間接地影響用戶介面的效能。
- 輔助與說明：

適當的說明文件，不管是線上的或是傳統的文件。讓使用者明瞭系統究竟可以做與如何來達成工作。並讓使用者能夠花最少的時間在介面的熟悉上，而將時間投注於完成其預定之工作項目。最簡單的輔助說明就是圖形或符號。
- 由此產生以下區別：
  - 功能性界面
  - 情感性界面
  - 环境性界面

## 發展歷史

### 古代
最古老的用戶介面是在各式各樣物體製作符號、圖形，使人類與物件之間產生互動介面，比如說當人類看到招牌即知道這棟房屋的作用為何。
聲音、旗幟、手勢的運用，是讓人與人或人與裝置之間的用戶介面，例如在戰場或樂團演奏上，甚至是運用龜甲、錢幣的卜卦，老師使用黑板作為與學生的用戶介面，而算盤亦是由珠子所構成的早期人機介面。

#### 早期電腦
1. 以預先製作打孔或塗黑的卡片或紙捲，作為輸入之用；直到鍵盤與磁碟被普及使用後才逐漸消失。
2. 批次介面（風行於1945-1968）：所有的輸入數據預先設置於程序或命令行參數中。
3. 命令行界面（風行於1969-1983）：用戶通過鍵盤輸入指令，電腦接收到指令後，予以執行。

### 現代

#### 電腦：圖形用户界面
一般指介於使用者與電腦之間溝通與互動之硬體以及軟體，目的在使得電腦系統之使用者能夠方便有效率地去操作電腦以達成雙向之互動，完成所希望借助電腦完成之工作，其涵蓋之範圍包括：早期由紙帶輸入裝置到鍵盤、滑鼠、數位版等等資料輸入的裝置，顯示螢幕、聲音等等輸出裝置，參考文件、線上說明、教學課程等等輔助使用之材料，人機互動的模式達到了只認識1與0的電腦與人類之間的用戶介面。
在圖形使用者界面中，電腦畫面上顯示窗口、圖標、按鈕等圖形表示不同目的的動作，用戶通過滑鼠等指針設備進行選擇。最著名例子就是由蘋果公司在麥金塔所創的图形用户界面。
在1980年代，電腦的用戶介面革命是當時蘋果電腦所發表的麥金塔（Macintosh）使用WIMP（視窗、圖鍵、表單，以及滑鼠鼠標）將圖形用户界面（GUI）帶進了大眾市場，取代早期计算机使用的命令行界面。
1990年代初期微軟所發表的Windows 3.0則鞏固此一變革。

#### 工業：人機介面
在工業界亦將傳統按鈕面板進入到親切的觸控人機介面（Human-Machine Interface，縮寫HMI），在工業上的用戶介面簡單的區分為Input（輸入）與Output（輸出）兩種，Input指的是由人來進行機械或設備的操作，如把手、開關、門、指令（命令）的下達或保養維護等，而Output指的是由機械或設備發出來的通知，如故障、警告、操作說明提示等，好的人機介面會幫助使用者更簡單、更正確、更迅速的操作機械，也能使機械發揮最大的效能並延長使用壽命，而目前市面上所指的人機介面則多半狹義的指在擁有軟體人性化的操作介面的硬體（如觸控螢幕）。

#### 其他
現在還有很多一些用戶界面，由原本的按鈕、紙本等傳統古代介面進化至直接用手指、或者特殊的筆端觸摸觸摸屏上顯示的按鈕、圖標進行各種操作，如自動取款機（ATM），汽車導航、媒體播放器、遊戲機、手機等等，一般操作簡捷，直觀。

### 未來
未來的用戶介面：
- 更加真實互動的虛擬實境：舉例來說，就是比個粗魯動作就能當作Control-Alt-Delete鍵的意思。
- 脑机接口：它是在人或动物脑（或者脑细胞的培养物）与外部设备间建立的直接连接通路，目前還在實驗階段，科學家在全身癱瘓病患實際腦中植入電腦晶片，已成功利用腦電波來控制電腦，畫出簡單的圖案及遊玩電腦遊戲，至未來進一步發展實用化，人類便可以腦波作為用戶界面直接操作電腦等資訊產品。

## 應用產品

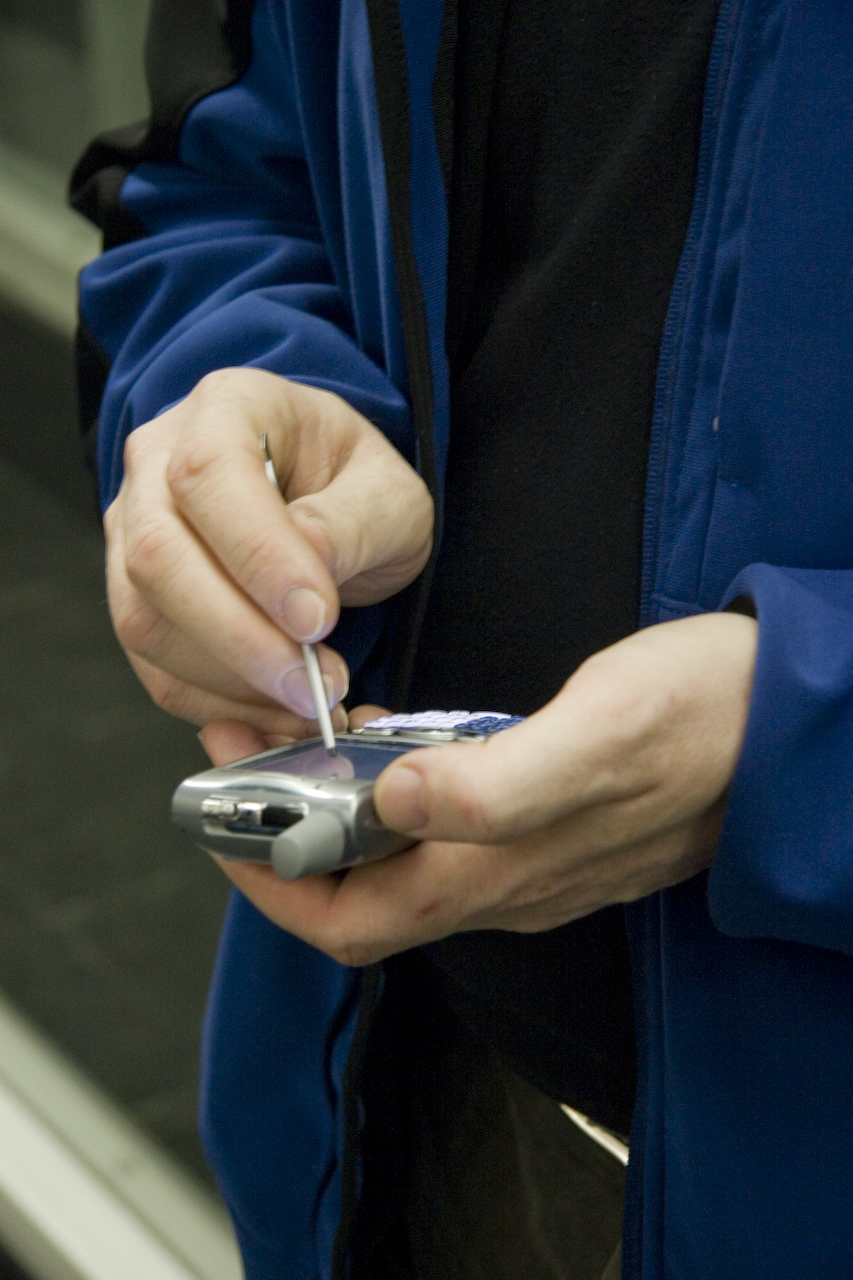
使用者藉由觸控式的人機介面與手機、PDA等裝置溝通

### 工業應用
- 觸控螢幕：是可用以取代機械式的按鈕面板，並藉由可接收觸頭（無論是手指或膠筆尖等）等輸入訊號的感應式液晶顯示裝置達到了機械設備與人類之間的人機介面。

### 娛樂應用
- 遊戲機：遊戲機本質是電腦，主要組成元件都十分類似，也有各種的軟體和硬體可供安裝使用。遊戲機主要的硬體元件包括CPU、記憶體、儲存媒體、影音輸出設備、訊號輸入設備等機械裝置。其中，遊戲機的訊號輸入設備如手把或搖桿，將電視、電腦藉由簡單的一些按鈕達到與人類之間巧妙的互動，其遊戲軟體更藉由一些圖形與文字達到機械與人類之間娛樂的人機介面。

### 電腦應用
- 硬體方面：鍵盤、滑鼠、顯示器之間構成
- 軟體方面：微軟的Windows與蘋果公司的Mac OS。
- 网络应用：